# Eva Sichelschmidt

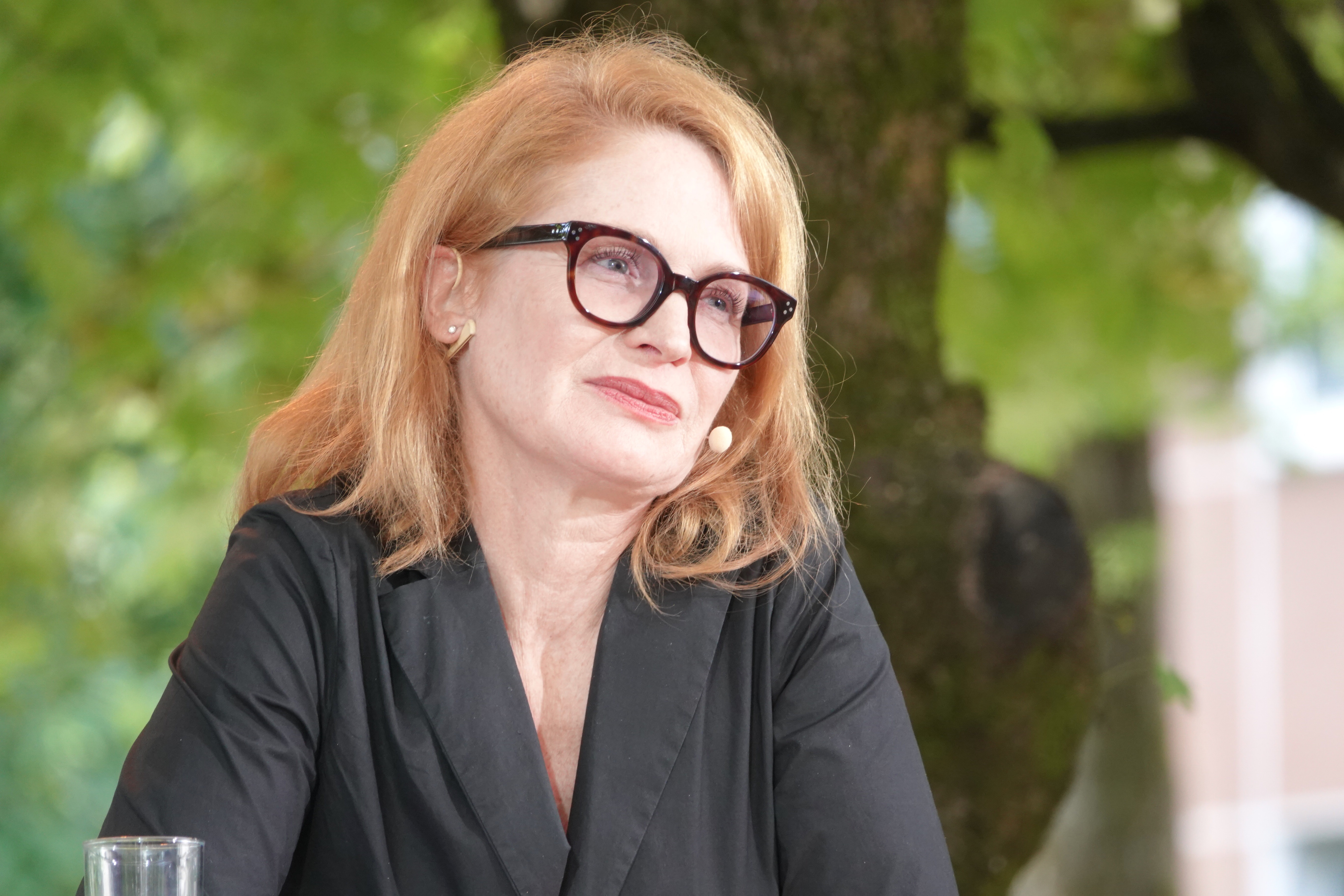
Eva Sichelschmidt beim Ingeborg-Bachmann-Preis 2022

Eva Sichelschmidt (* 1970 in Wuppertal) ist eine deutsche Schriftstellerin.

## Leben
Sichelschmidt wuchs im Ruhrgebiet auf und zog 1989 nach Berlin, wo sie ein Maßatelier für Braut- und Abendmode eröffnete und als Kostümbildnerin für Film und Oper arbeitete. 1997 gründete sie in Berlin-Mitte „Whisky & Cigars“, ein Fachgeschäft für Spirituosen und Zigarren.
Seit Anfang 2015 ist sie auch Repräsentantin des Berliner Auktionshauses Villa Grisebach für Italien. Eva Sichelschmidt ist mit Durs Grünbein verheiratet und hat mit ihm drei Töchter. Sie leben in Rom und Berlin.
Eva Sichelschmidt ist Mitgründerin des PEN Berlin. Sie las auf Einladung von Mara Delius beim Ingeborg-Bachmann-Preis 2022.

## Veröffentlichungen
- Fiona Bennett: Vom Locken der Federn, Autobiografie (Mitwirkende Eva Sichelschmidt). Knesebeck, München 2013, ISBN 978-3-86873-608-3.
- Die Ruhe weg, Roman. Knaus, München 2017, ISBN 978-3-8135-0742-3.
- Bis wieder einer weint, Roman. Rowohlt, Hamburg 2020, ISBN 978-3-498-06293-4.
- Transitmaus. Ein Roman aus den letzten Tagen West-Berlins. Rowohlt, Hamburg 2023, ISBN 978-3-498-00306-7.